# Frances Guest
Lady Frances Charlotte Guest, viscontessa Chelmsford (Londra, 22 marzo 1869 – Londra, 24 settembre 1957), è stata una nobildonna inglese.

## Biografia
Frances era la figlia di Ivor Guest, I barone Wimborne, un ricco industriale creato barone Wimborne nel 1880, e di sua moglie, Lady Cornelia Spencer-Churchill, figlia di John Spencer-Churchill, VII duca di Marlborough. Da parte di madre era una discendente dei duchi di Marlborough; Lord Randolph Churchill, padre di Winston Churchill, era suo zio materno. Da parte di padre discendeva dalla famiglia di industriali Guest, la cui fortuna derivava dalle Dowlais Ironworks. L'unione dei suoi genitori non fu considerata una buona cosa per sua madre; gli Guest erano visti come dei parvenus da alcuni membri della nobiltà più affermata. La sua famiglia era comunque importante nell'esclusiva società londinese; possedevano proprietà londinesi a Mayfair e St. James's, così come tenute nel Dorset. Aveva nove fratelli, tra cui i politici Henry Guest e Oscar Guest.

## Matrimonio

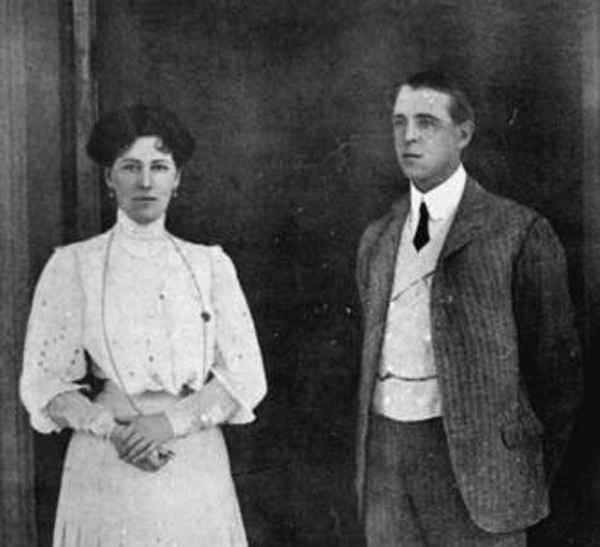
Il governatore e la moglie nel 1910.

La sua bellezza, il suo fascino e la sua buona attrassero molti corteggiatori per il suo debutto nel 1887. Tuttavia, la sorella minore si sposò prima di lei, portando a speculazioni sul fatto che Frances fosse esigente con i corteggiatori, desiderando invece un autentico matrimonio d'amore. Il 29 gennaio 1894, fu annunciato che Frances si era fidanzata con Sir Egbert Sebright. Tuttavia, diverse settimane dopo il fidanzamento venne annullato.
Il 27 luglio 1894 alla St. George's Church a Londra, Frances sposò Frederic Thesiger (12 agosto 1868–1 aprile 1933), figlio di Frederic Thesiger, II barone Chelmsford. La coppia ebbe sei figli:
- Joan Frances Vere Thesiger (1 agosto 1895–15 maggio 1971), sposò Sir Alan Lascelles[1], ebbero tre figli;
- Frederic Ivor Thesiger (17 ottobre 1896–1 maggio 1917)[1];
- Anne Molyneux Thesiger (17 dicembre 1898–10 agosto 1973), sposò Donough O'Brien, XVI barone Inchiquin[1], ebbero due figlie;
- Bridget Mary Thesiger (7 agosto 1900–18 giugno 1983)[1], sposò Richard Sheepshanks, ebbero un figlio;
- Andrew Charles Gerald Thesiger, II visconte Chelmsford (25 luglio 1903–27 settembre 1970)[1];
- Margaret St. Clair Sidney Thesiger (7 maggio 1911–1 luglio 1991)[1], sposò John Monck, ebbero due figli.

Il suo figlio maggiore, Frederic Ivor Thesiger, un tenente della Royal Field Artillery, fu ucciso in azione nel maggio 1917 durante la campagna mesopotamica. È sepolto nel cimitero di guerra di Baghdad (North Gate).

### Australia
Nell'aprile del 1905, Thesiger succedette al padre come terzo barone Chelmsford e nel luglio fu nominato governatore del Queensland. Lord e Lady Chelmsford arrivarono a Brisbane in novembre, con Chelmsford che prestò giuramento. Il suo mandato sarebbe stato dominato dal conflitto tra il Consiglio legislativo e l'Assemblea legislativa e dall'emergere di tre partiti equamente divisi nella camera bassa. Lord Chelmsford fu nominato governatore del Nuovo Galles del Sud nel 1909, con sede a Sydney, una posizione che mantenne fino al 1913.
In Australia, Lady Chelmsford si dedicò ad opere di beneficenza, interessandosi in particolare agli ospedali, all'istruzione delle donne e al miglioramento del benessere delle donne e dei bambini in generale. Sia lei che suo marito erano anche interessati alla musica, in particolare il Bechstein. Lady Chelmsford fu responsabile dell'importazione di 500 alberi di rose dalla Francia da installare alla Government House.

### India
Allo scoppio della guerra nel 1914, Lord Chelmsford si unì al suo reggimento come capitano e fu inviato in India, con Lady Chelmsford che lo accompagnò. Nel marzo 1916, fu nominato alla carica di Viceré e Governatore generale dell'India. La coppia fu molto soddisfatta della nomina, soprattutto dopo aver scoperto che il reddito e le indennità del Viceré erano di £ 60.000 all'anno (equivalenti a £ 6 milioni odierni).
In India si impegnò nuovamente in cause benefiche, questa volta finanziando la Croce Rossa e sostenendo il benessere dei soldati in India.
Il 15 giugno 1921, suo marito fu elevato al rango di visconte di Chelmsford.

## Morte
Dopo la morte del marito nel 1933, si ritirò a vivere con la sua famiglia a Canford Magna, nel Dorset. Morì a Londra il 24 settembre 1957 e fu sepolta nella chiesa parrocchiale di Canford Magna.